# Saint-Pierre-de-Mézoargues
 Saint-Pierre-de-Mézoargues  es una comuna y población de Francia, en la región de Provenza-Alpes-Costa Azul, departamento de Bocas del Ródano, en el distrito de Arlés y cantón de Tarascon.
Su población en el censo de 1999 era de 225 habitantes.
Está integrada en la Communauté d'agglomération Arles-Crau-Camargues-Montagnette.

## Demografía
| 218 | 204 | 182 | 215 | 217 | 225 |
| Para los censos de 1962 a 1999 la población legal corresponde a la población sin duplicidades (Fuente: INSEE [Consultar]) |     |     |     |     |     |

- Datos: Q686409
- Multimedia: Saint-Pierre-de-Mézoargues / Q686409

1. ↑  Worldpostalcodes.org, código postal n.º 13150.
2. ↑  INSEE, Datos de población para el año 2012 de Saint-Pierre-de-Mézoargues (en francés).